# Nógrádi Mátyás
Nográdi Mátyás (?, 1611 vagy 1617 – Debrecen, 1681. szeptember 1.) református lelkész, a Tiszántúli református egyházkerület püspöke 1665-től haláláig.

## Életútja
Debrecenben tanult és 1626. június 6-án lépett a felső osztályba; ekkor így írta be nevét: Mathias Bajoni, ebből Szinnyei József arra következtetett, hogy Nagybajomban (Bihar megye) született. 1639. szeptember 30-án Sárospatakon folytatta tanulását, ahol 1642. május 3-án főiskolai senior lett és azon évben Tállyára ment rektornak, 1644-ben pedig Tokajból ment Belgiumba és november 23-án a leideni egyetemre iratkozott be; innen átrándult Angliába is. 1647-ben sárospataki conrektor lett; midőn 1649-ben Tolnai Jánost elejbe helyezték, otthagyta Patakot és Debrecenbe ment, ahol megválasztották papnak, egyszersmind a főiskolában is tanított. 1650. szeptember 4-én a tasnádi zsinaton szenteltetett pappá. 1659-ben a nagybajomi (Bihar megye) egyházban lett lelkész, ahol sok kellemetlenséget kellett tűrnie élte fogytáig a török és tatár hadak járásai miatt. 1661. március 16-án dékán és a debreceni egyházmegye esperese lett. 1665. szeptember 27-én tiszántúli szuperintendensnek választották; nagy buzgalmat fejtett ki az elpusztult egyházak rendbehozása körül. Ezen működése közben jutott török fogságba; rajta és fogolytársain sarcot, idegen adósságot vett meg Cselib basa, de amit az 1681. január 12-én tartott margitai zsinaton paptársai magukra felosztván térítettek meg. Az ő idejében költözött át a váradi kollégium Debrecenbe Martonfalvi György professor vezérlete alatt, akit pártolás eszközlése végett követségbe küldött Apafi Mihályhoz szerencsével; kieszközölte a fejedelemtől a debreceni kollégium által bizonyos részében a 19. században is élvezett cameraticum beneficiumot. Szuperintendentúrája alatt tizenhét zsinat tartatott; oláh református egyházakba rendeltettek papok; ekkor jöttek be a váradi Bibliák Erdélyből és helybe hagyatott ugyancsak a Bibliának Csipkés Komáromi-féle fordítása.

## Munkái
- Lelki Próba-kő, Mellyen Az ember mind magát, s-mind Vallását megczirkálhattya, sőt háza-népének-is szent útat mutathat, az egyenesen való-járásra. Ehez járult a könyvnek utóllyán négy emlékezetes dolog. I. Az Ördögi Practikáról mint kellyen itélni e világon a Keresztyén embernek. lI. A szent Lélek ellen-való vétek mint essék, és légyen az emberekben. III. A Betegeknek meglátogatását miképpen kellessék el-követni. IV. A Lopásrol, mint kellyen itélni embernek. Ezeket egy csomóban kötvén, ki-bocsátotta, és közönségessé tötte. Debreczen, 1651.
- Epistolae ad Romanos Scriptae. Brevis explicatio Triplici Methodo ornata. Videlicet. I. Analytica. II. Explicatoria. III. Practica. In Illustri Schola Debreciensi Publicè proposita, & expensa, in gratiam suorum Auditorum. A die 25. Apr. ad diem 17. junii, ejusdem Anni finita… Huic accessit explicatio Orationis Dominicae Questionalis. Una cum aliquot scripturae sacrae Allegoriorum elucidatione. Debreczen, 1651.
- Idvösség Kapuja, Sőt, A menyország csalhatatlan uta; mellyen járt, büneiből igazán meg-tért Isai fia, Dávid Kiraly: Mellyet ez-elött Angliai Nyelven ki-bocsátott, rész-szerint, Hildersam Londinumban, Isten népének, és a térendő bünösök idvességére: Mostan pedig Magyar Nyelvre forditott, és az egész ötven-edgyedik Soltárt, öszve-szedegetvén, az üldözés alatt nyögő, Magyar Ecclesiák vigasztalására, és hitek álhatatos erössitésére, ki-bocsátott. Colosvarat, 1672. (Ajánlva van Apafi Mihály erdélyi fejedelemnek prózában, s külön-külön magyar versekben Bornemisza Anna fejedelem aszszonynak, Bethlen Jánosnak, Teleki Mihálynak, Tofaeus Mihálynak, a három debreczeni papnak, Belényesi Ferencznek, Keresztes Andrásnak, Debreczen és Kolozsvár városának).

Üdvözlő verse van Czeglédi István, Sion vára, Sárospatak-Kolozsvár, 1675. c. munkában.